# Conferința de la Teheran

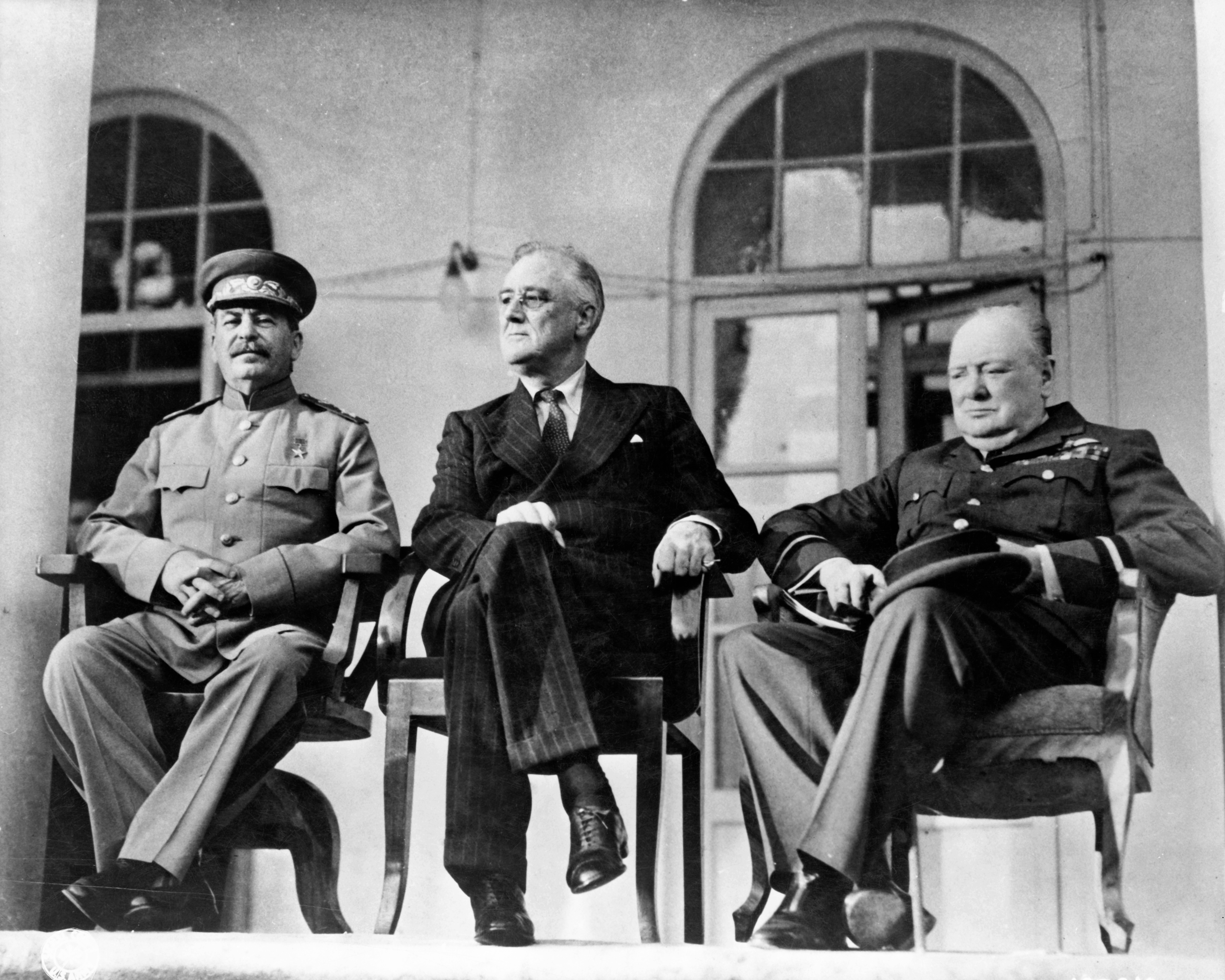
Roosevelt, Stalin și Churchill în fața ambasadei sovietice din Teheran

Conferința de la Teheran (28 noiembrie - 1 decembrie 1943, Teheran, Iran) a fost organizată pentru punerea la punct a unor probleme de importanță vitală pentru mersul celui de-Al Doilea Război Mondial și organizarea lumii postbelice, ca urmare a marilor victorii aliate din cursul anului 1943.
A fost prima întâlnire a "Celor Trei Mari": Franklin Delano Roosevelt, Winston Churchill și Iosif Vissarionovici Stalin.
În drum spre capitala iraniană, Franklin Delano Roosevelt și Winston Churchill s-au oprit la Cairo, unde s-au intâlnit cu Jiang Jieshi (cunoscut și sub numele de Cian Kai). Cu această ocazie, la 27 noiembrie, cei trei au semnat o Declarație prin care-și afirmau hotărârea neclintită de a purta război "pentru a pune capăt agresiunii Japoniei și de a-l pedepsi pe agresor, fără a tinde prin aceasta la obținerea unor avantaje pentru ele și fără să aibă cea mai mică intenție de extindere a teritoriilor lor". 
În centrul dezbaterilor Conferinței de la Teheran au fost problemele militare. S-a discutat despre statutul postbelic al Germaniei care, potrivit lui Roosevelt, trebuia împărțită în cinci state autonome, respectiv: 
- 1 ,
- 2 - Hanovra,
- Conferinta de la Teheran3 - Saxonia și regiunea Leipzig,
- 4 - zona Hessen, Darmstadt Kassel și regiunea de la sud

Regiunile Ruhr și Saar urmau să intre sub control internațional.
O altă problemă abordată a fost cea poloneză, varianta balcanică fiind respinsă de I. V. Stalin. Sunt abordate problemele finlandeză și japoneză, se dă o declarație privind independența, suveranitatea și integritatea Iranului. Conferința de la Teheran s-a încheiat cu stabilirea anumitor scopuri comune ale Aliaților.